# Yannick Franke
Yannick Franke, né le 21 mai 1996, à Haarlem, aux Pays-Bas, est un joueur néerlandais de basket-ball. Il évolue aux postes d'arrière et d'ailier.